# Арсенид калия
Арсенид калия — бинарное неорганическое соединение
калия и мышьяка с формулой KAs,
кристаллы.

## Получение
- Сплавление стехиометрических количеств чистых веществ в инертной атмосфере:

{\displaystyle {\mathsf {K+As\ {\xrightarrow {625^{o}C}}\ KAs}}}

## Физические свойства
Арсенид калия образует кристаллы
ромбической сингонии,
пространственная группа P 212121,
параметры ячейки a = 0,6676 нм, b = 0,6426 нм, c = 1,1584 нм.